# Associação Desportiva Guarany
L'Associação Desportiva Guarany est un club brésilien de football basé à Salvador dans l'État de Bahia.

## Palmarès
- Championnat de Bahia :
  - Champion : 1946